# Ramholzer Wasser
Das Ramholzer Wasser, auch Ramholzer Kinzig genannt, ist ein gut vier Kilometer langer rechter und nordöstlicher Zufluss der Kinzig in Hessen.

## Geografie

### Verlauf

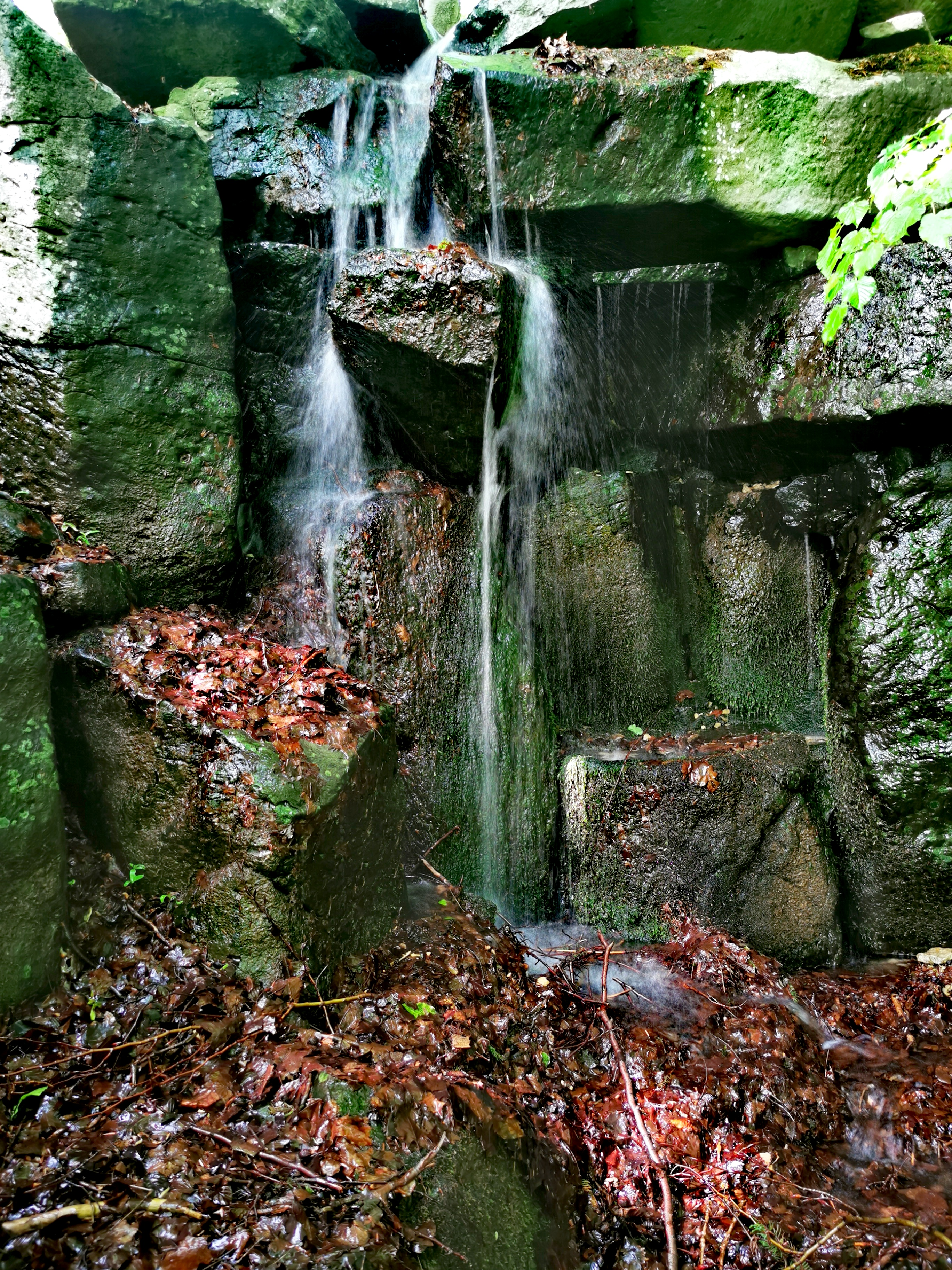
Künstlicher Wasserfall im Schlosspark in einem Seitental

Das Ramholzer Wasser entspringt östlich von Schlüchtern-Ramholz. Der Bach fließt durch Oberramholz und erreicht den etwa 80 Hektar großen Schlosspark des weiter talabwärts stehenden Schlosses Ramholz. Im Park mündet ihm ein namenloser Bach von rechts zu, der einer großen Quelle in der Nähe der Gruftkapelle entspringt und dort einen künstlichen Wasserfall herabstürzt.
Das Ramholzer Wasser passiert unterhalb der Ruine Steckelberg das Schloss und wird in Unterramholz von einer Quelle an der evangelischen Kirche verstärkt. Anschließend unterquert der Bach die Gleise der Fulda-Main-Bahn und gelangt nach Vollmerz. Er quert die Landesstraße 3207 und mündet  bei der Steinmühle in die Kinzig.

### Flusssystem Kinzig
- Liste der Fließgewässer im Flusssystem Kinzig (Main)

### Orte
Das Ramholzer Wasser fließt durch folgende Ortschaften:
- Schlüchtern-Ramholz
- Schlüchtern-Vollmerz